# Punta Križa
Punta Križa est une localité de Croatie située sur l'île de Cres et dans la municipalité de Mali Lošinj, comitat de Primorje-Gorski Kotar. En 2001, la localité comptait 61 habitants.

## Démographie
| 1948 | 1953 | 1961 | 1971 | 1981 | 1991 | 2001 |
| ---- | ---- | ---- | ---- | ---- | ---- | ---- |
| 238  | 187  | 194  | 102  | 69   | 81   | 61   |